# Île Massereau
L'île Massereau (ou île du Massereau) est une île sur la Loire, en France.
L'île est située près de la rive gauche du fleuve, sur le territoire de la commune de Frossay. Elle mesure 2,2 km de long et 400 m de large, pour une superficie de 80 ha.
Elle est intégrée au sein des « Réserves de Chasse et de Faune Sauvage du Massereau et du Migron » constituent un ensemble de près de 700 hectares de zones humides protégées. Acquises par le Conservatoire du littoral, elles sont aujourd'hui gérées par l'Office français de la biodiversité en convention avec le Conseil départemental de la Loire-Atlantique.